# Sébazac-Concourès
Sébazac-Concourès è un comune francese di 3 133 abitanti situato nel dipartimento dell'Aveyron nella regione dell'Occitania.

## Società

### Evoluzione demografica
Abitanti censiti